# Classe Marksman

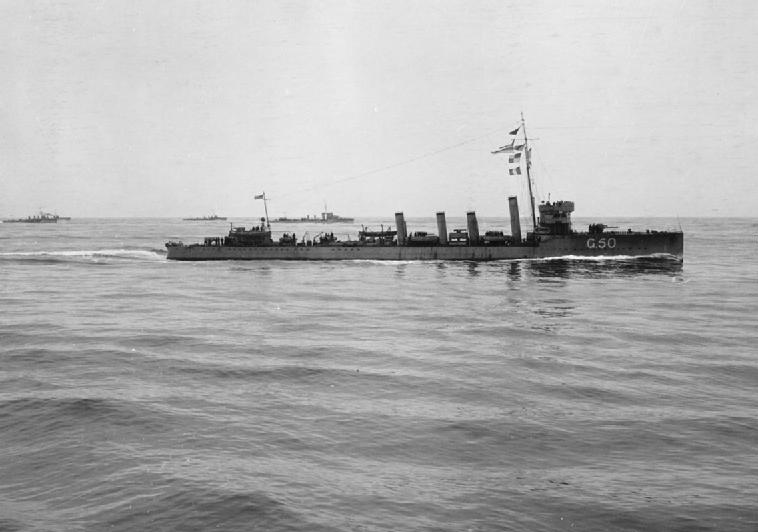
L'HMS Ithuriel entre 1916 et 1918.

Les destroyers de classe Marksman/Kemperfelt sont des navires britanniques de la Première Guerre mondiale présentant les caractéristiques suivantes :
- déplacement : 1 605 tonnes,
- armement : 4 canons de 102 mm, 4 tubes lance-torpilles de 533 mm,
- vitesse de 34 nœuds.

Ces destroyers ont leurs chaudières alimentées au fioul et non au charbon. Ils ont quatre cheminées, dont la première est la plus haute.